# Camila Pitanga
Camila Manhães Sampaio (Río de Janeiro, 14 de junio de 1977), más conocida por su nombre artístico Camila Pitanga, es una actriz brasileña.

## Biografía
Es hija del actor Antônio Pitanga y de la actriz Vera Manhães. Tiene un hermano que también es actor, Rocco Pitanga. Es hijastra de la también actriz brasileña Benedita da Silva.
Protagonizó Cuna de gato, Lado a Lado, además de las telenovelas estelares Babilônia y Velho Chico. Fue antagonista en las también estelares Puerto de los milagros y Paraíso Tropical y uno de los personajes principales en Mujeres apasionadas.

## Vida privada
En 2001, se casó con el director de arte Cláudio Amaral Peixoto. El 19 de mayo de 2008, dio a luz a Antônia, la primera hija del matrimonio. En 2011, después de 10 años de relación, se separa de su esposo. Después, mantuvo una relación con Beatriz Coelho y más tarde otra con el profesor de filosofía Patrick Pessoa.

## Filmografía

### Televisión
| Año  | Título                 | Personaje                             |
| ---- | ---------------------- | ------------------------------------- |
| 1993 | Fera Ferida            | Teresinha Fronteira                   |
| 1995 | La próxima víctima     | Patrícia Noronha                      |
| 1998 | Pecado Capital         | Ritinha                               |
| 2001 | Puerto de los milagros | Esmeralda                             |
| 2003 | Mujeres apasionadas    | Luciana Rodrigues Ribeiro Alves       |
| 2005 | Belíssima              | Mônica Santana                        |
| 2007 | Paraíso Tropical       | Francisbel «Bebel» dos Santos Batista |
| 2009 | Cuna de gato           | Rosenilde «Rose» Pereira              |
| 2011 | Insensato corazón      | Carolina «Carol» Miranda Brandão      |
| 2012 | Lado a Lado            | Isabel Nascimento                     |
| 2015 | Mujeres ambiciosas     | Regina Rocha                          |
| 2016 | Velho Chico            | Maria Tereza                          |
| 2019 | Aruanas                | Olga Ribeiro                          |
| 2025 | Belleza fatal          | Dolores «Lola» Fernandes Argento      |

### Cine
| Año  | Título                                                 | Personaje                  | Nota(s)           |
| ---- | ------------------------------------------------------ | -------------------------- | ----------------- |
| 1984 | Quilombo                                               |                            |                   |
| 1995 | Super Colosso                                          |                            |                   |
| 2001 | Atlantis: el imperio perdido                           | Princesa Kidagakash (Kida) | Doblaje portugués |
| 2001 | Caramuru - A Invenção do Brasil                        | Catarina Paraguaçu         |                   |
| 2003 | Bala Perdida                                           |                            |                   |
| 2004 | Redentor                                               | Soninha                    |                   |
| 2004 | Bendito Fruto                                          | Choquita                   |                   |
| 2004 | O Preço da Paz                                         | Anésia                     |                   |
| 2005 | O Signo do Caos                                        | Furacão de Santos          |                   |
| 2005 | Sal de Prata                                           | Cassandra                  |                   |
| 2006 | Mulheres do Brasil                                     | Esmeralda                  |                   |
| 2007 | Saneamento Básico, o Filme                             | Silene                     |                   |
| 2007 | Noel - Poeta da Vila                                   | Ceci                       |                   |
| 2010 | Lutas                                                  | Janaína                    |                   |
| 2011 | Eu Receberia as Piores Notícias dos seus Lindos Lábios | Lavínia                    |                   |
| 2013 | Uma História de Amor e Fúria                           |                            |                   |

## Premios y nominaciones
| Año  | Categoría               | Festival                    | Trabajo Nominado | Resultado |
| ---- | ----------------------- | --------------------------- | ---------------- | --------- |
| 2007 | Mejor actriz de reparto | Grande Prêmio Cinema Brasil | Bendito Fruto    | Nominada  |
| 2007 | Mejor actriz            | Prêmio Qualidade Brasil     | Paraíso Tropical | Ganadora  |
| 2007 | Mejor actriz            | Prêmio Quem                 | Paraíso Tropical | Ganadora  |
| 2007 | Mejor actriz            | Prêmio Extra de Televisão   | Paraíso Tropical | Ganadora  |
| 2007 | Mejor actriz            | Melhores do Ano             | Paraíso Tropical | Ganadora  |
| 2008 | Mejor actriz            | Troféu APCA                 | Paraíso Tropical | Ganadora  |
| 2008 | Mejor actriz            | Troféu Imprensa             | Paraíso Tropical | Ganadora  |
| 2008 | Mejor actriz            | Troféu Internet - SBT       | Paraíso Tropical | Ganadora  |
| 2008 | Mejor actriz            | Prêmio Contigo              | Paraíso Tropical | Ganadora  |
| 2008 | Mejor par romántico     | Prêmio Contigo              | Paraíso Tropical | Ganadora  |